# GlaxoSmithKline
GlaxoSmithKline plc (LSE: GSK NYSE: GSK), de multe ori abreviat la GSK, este o companie globală farmaceutică, care are sediul în Londra, Regatul Unit. Este a treia companie farmaceutică din lume măsurată după venituri (după Johnson & Johnson și Pfizer).

## GlaxoSmithKline în România
Compania este prezentă în România cu mărcile Theraflu, Aquafresh, Sensodyne, Parodontax, Corega și Panadol.
În anul 1998, GlaxoSmithKline a achiziționat 65% din capitalul grupului Europharm Brașov.
În 2003, Europharm a trecut integral în proprietatea GSK, care deține controlul complet al activităților de producție și distribuție.